# Prefectura de Tône
La prefectura de Tône es una prefectura de Togo, ubicada en la región de las Sabanas.
Su chef-lieu es Dapaong. Dapaong es también la capital de la región de las Sabanas.

## Geografía
La prefectura tiene los siguientes límites:
| Noroeste: Boulgou, Burkina Faso Prefectura de Cinkassé | Norte: Koulpélogo, Burkina Faso | Noreste: Kompienga, Burkina Faso |
| Oeste: Bakwu Municipal y Garu-Tempane, Ghana           |                                 | Este: Prefectura de Kpendjal     |
| Suroeste: Prefectura de Tandjouaré                     | Sur: Prefectura de Oti          | Sureste: Prefectura de Kpendjal  |

El paisaje está formado por sabanas prácticamente llanas; la prefectura está atravesada por el río Oti.

## Demografía
Su población recensada en 2010 es de 286 479 habitantes.
Es la prefectura más poblada de la Región. La población está formada mayoritariamente por las etnias moba, mossi y fulani.

## Economía
En la zona urbana los recursos provienen de la artesanía y del comercio. Las zonas rurales viven de la ganadería, pero sobre todo del cultivo del algodón, del maíz y del ñame.